# Innesto L-Mount
L'innesto L-Mount (o anche innesto L) è un recente innesto a baionetta (~ 2014) per fotocamere digitali mirrorless autofocus con obiettivi intercambiabili, dal diametro interno di 51,6 mm e un tiraggio di 20,0 mm.
L'attacco L esiste in due versioni, una versione APS-C, denominata TL, e una versione full frame, denominata SL. Le due versioni sono meccanicamente ed elettronicamente compatibili.
Gli obiettivi TL montati su fotocamere full frame attivano nella fotocamera una modalità di ritaglio al centro del sensore, corrispondente alla dimensione APS-C. Gli obiettivi SL montati sulle fotocamere TL funzionano normalmente, coprendo l'intero sensore, come è tipico delle fotocamere APS-C.

## LaL-Mount Alliance
Nel 2018 Leica ha formato la L-Mount Alliance (Alleanza L-Mount), concedendo in licenza a Sigma e Panasonic di utilizzare una versione aggiornata dell'attacco per i propri prodotti, aprendo la strada a un ampio sistema tra fotocamere e obiettivi completamente compatibili: Leica, Panasonic e Sigma consentono così di abbinare qualunque fotocamera, tra APS-C e full frame, di ciascuno dei tre marchi, con qualsiasi obiettivo dei rispettivi corredi fotografici ed indipendentemente dalla combinazione scelta, si mantengono tutte le caratteristiche funzionali e qualitative di ciascun prodotto.